# Bibliothek der Universität und des Industrievereins Mülhausen
Die Bibliothek der Universität und des Industrievereins Mülhausen (BUSIM) ist eine Bibliothek, die zur Universitätsbibliothek der Université de Haute-Alsace gehört. Sie befindet sich am Campus der Fonderie in Mulhouse.

## Ursprung und Aufbau
Die Bibliothek des Industrie-Vereins Mülhausen (SIM) wurde seit dessen Gründung am 24. Dezember 1825 aufgebaut. Es handelt sich hierbei um den ausdrücklichen Wunsch der SIM-Gründer. In der Tat sah Artikel 4 der Satzung eine Bibliothek vor, „so vollständig wie möglich, mit allen klassischen Werken über Mechanik, Chemie und andere diesbezügliche Wissenschaften“.
Gleichermaßen sieht Artikel 2 vor, „in den Räumen des Vereins eine Bibliothek und einen Lesesaal einzurichten für die Lektüre der besten Werke und französischer wie ausländischer Zeitungen über Kunst und Wissenschaft sowie Sammlungen von Modellen, Plänen und handgefertigten Produkten“.
Die verschiedenen Gremien der SIM, zuerst Chemie und Mechanik, dann Handel, Kunst und Naturkunde, bauten nach und nach den Bibliotheksbestand auf und bereicherten ihn durch Käufe, die vom Bibliothekar gewissenhaft kontrolliert wurden. Später kamen Medien durch die gemeinnützigen Gremien der Papierindustrie, Geschichte und Statistik und einer Sektion Fotografie hinzu.
Der Austausch des Nachrichtenblatts der SIM gegen andere Veröffentlichungen und ganz unterschiedliche Spenden ließen den Bestand anwachsen. Joseph Kœchlin-Schlumberger, der erste Bibliothekar der SIM, ein Geologe, vermachte zum Beispiel seine Forschungsbibliothek von ungefähr 400 Dokumenten. Ferdinand Heilmann schenkte eine Sammlung an Gravuren aus Ostindien. Es kann auch das Vermächtnis an Dokumenten über das Elsass erwähnt werden, der beim Tod des Mulhouser Magistraten Armand Weiss im Jahr 1892 an die 4500 Titel zählte. Zu Beginn war diese Bibliothek nur den Mitgliedern der SIM vorbehalten. Aber 1920, fast ein Jahrhundert nach seiner Gründung, wurde sie für Lehrer und Studenten der Hochschulen zugänglich gemacht und 1945 auch der breiten Öffentlichkeit.
1986 ermöglichte eine Vereinbarung zwischen der SIM und der Université de Haute-Alsace die Gründung der „Bibliothèque de l’université et de la Société industrielle de Mulhouse (BUSIM)“.